# Diane-Capelle
Diane-Capelle là một xã trong vùng Grand Est, thuộc tỉnh Moselle, quận Sarrebourg, tổng Sarrebourg. Tọa độ địa lý của xã là 48° 43' vĩ độ bắc, 06° 56' kinh độ đông. Diane-Capelle nằm trên độ cao trung bình là 280 mét trên mực nước biển, có điểm thấp nhất là 259 mét và điểm cao nhất là 302 mét. Xã có diện tích 6,07 km², dân số vào thời điểm 1999 là 216 người; mật độ dân số là 35 người/km². Xã nằm 9 km về phía tây của Sarrebourg. Diane-Capelle thuộc Pháp từ năm 1661.

## Thông tin nhân khẩu
| 1962 | 1968 | 1975 | 1982 | 1990 | 1999 |
| ---- | ---- | ---- | ---- | ---- | ---- |
| 220  | 233  | 200  | 180  | 189  | 216  |